# Lockheed Martin X-56

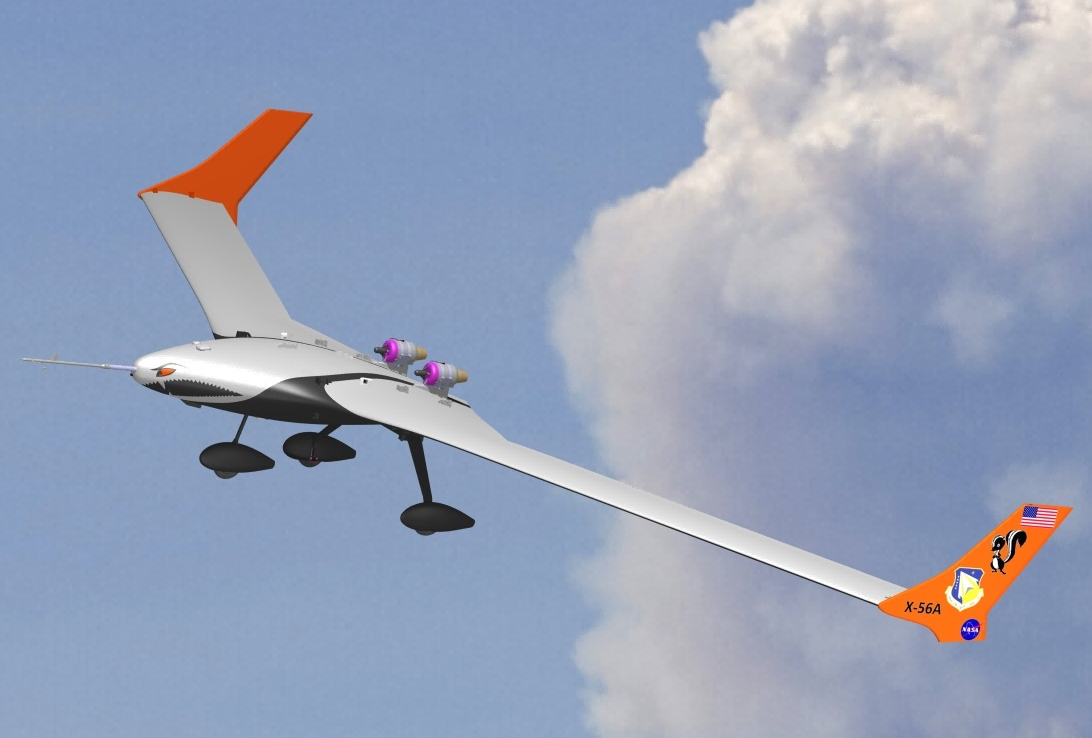
Lockheed Martin X-56A

Lockheed Martin X-56A  là một loại máy bay không người lái được thiết kế bay trên độ cao lớn, có thời gian bay dài, mục đích sử dụng cho trinh sát không người lái trong tương lai.